# يان تسفاير
يان تسفاير Jan Zweyer (ولد في مدينة فرانكفورت الواقعة على نهر الماين في 12 ديسمبر 1953) هو كاتب روائي ألماني. ويان تسفاير هو اسم مستعار، واسمه الأصلي رودجر ريشارتس Rüdger Richartz.

## حياته
درس تسفاير الهندسة المعمارية ثم علم الاجتماع، وبعد تخرجه عمل موظفا في الجامعة. ثم بدأ العمل في مجال الكتابة الصحفية. وهو يعمل الآن منذ عدة سنوات في إحدى الشركات الصناعية.
كتب تسفاير الروايات والقصص القصيرة، التي تدور أحداثها في منطقة الرور، وتلقى نجاحا كبيرا بسبب أسلوبها الواقعي.

## من أعماله
- نحن فقط 2002
- جمجمة كونيجسبورن 2002
- مع فالتر في ألديكيرك 2004
- مارجاريته 2004
- نهاية أسبوع طويلة 2008